# Wamic
Wamic – jednostka osadnicza w Stanach Zjednoczonych, w stanie Oregon, w hrabstwie Wasco.